# چزاره روسی (ورزشکار)
چزاره روسی (انگلیسی: Cesare Rossi؛ ۱۰ نوامبر ۱۹۰۴ – ۱۱ نوامبر ۱۹۵۲) قایقران روئینگ اهل ایتالیا بود.
وی در مسابقات کشوری و بین‌المللی در مجموع برندهٔ ۱ مدال طلا، ۱ مدال برنز شده‌است.